# Biogeneză
Biogeneza este producerea de noi organisme vii sau organite.  Într-un alt sens, biogeneza este o generalizare empirică care să ateste că toată viața provine numai din viață. În secolul al XIX-lea, biogenezei i s-a opus  teoria generației spontane (en) care afirmă că unele organisme vii iau naștere din materie moartă. Cu toate acestea, începând cu cercetările lui Louis Pasteur, teoria generației spontane s-a dovedit neștiințifică și greșită și cercetătorii afirmă că Niciodată nu s-a observat apariția vieții din materie moartă.
Legea biogenezei, atribuită lui Louis Pasteur, este observația că lucrurile vii apar din alte lucruri vii, prin reproducere.
Termenul biogeneză a fost inventat de Henry Charlton Bastian. Teoria generării de viață din materie moartă este numită abiogeneză  și se presupune că ar fi avut loc cel puțin o dată în istoria Pământului sau în istoria Universului (vedeți panspermie), atunci când viața a apărut pentru prima dată.
Termenul biogeneză se poate referi, de asemenea, la procesele biochimice de producere a organismelor vii (vedeți biosinteză).